# 토도 (부산시)
토도(土島)는 부산광역시 강서구 가덕도동에 있던 섬이자 무인도이다. 2017년 7월 철거 공사로 2020년에 사라졌다. 원래 행정상 부산광역시 강서구 가덕도동에 있던 무인도였다.
부산신항으로 통하는 선박 운행을 방해한다는 이유로 2017년 7월부터 철거 공사가 시작되어 2020년에 사라졌다. 철거 공사로 18 m의 수심을 확보했으며 철거 과정에서 파낸 흙은 모두 245만 m3에 이른다.